# Saxinis hornii
Saxinis hornii är en skalbaggsart som beskrevs av Henry Clinton Fall 1909. Saxinis hornii ingår i släktet Saxinis och familjen bladbaggar. Inga underarter finns listade i Catalogue of Life.